# Comuna Vînohradar, Rozdilna
Vînohradar (în ucraineană Виноградар) este o comună în raionul Razdelna, regiunea Odesa, Ucraina, formată din satele Budeacikî, Mîkolaiivka, Novodmîtrivka Druha, Novohradenîțea, Perșe Travnea, Vakulivka și Vînohradar (reședința).

## Demografie
Componența lingvistică a comunei Vînohradar
     Ucraineană (80,41%)
     Rusă (16,9%)
     Română (2,41%)
     Alte limbi (0,24%)
Conform recensământului din 2001, majoritatea populației comunei Vînohradar era vorbitoare de ucraineană (80,41%), existând în minoritate și vorbitori de rusă (16,9%) și română (2,41%).